# Ретинол
Ретинол (істинний вітамін A, (1,1,5-триметилциклогексен-5-іл-6)-(3,7-диметилнонатетраен-2,4,6,8-ол-1)(рац. формула C20Н30О) — жиророзчинний вітамін, антиоксидант. У чистому вигляді нестабільний, зустрічається як у рослинних продуктах, так і у тварин джерелах. Тому виробляється і використовується у вигляді ретинолу ацетату і ретинолу пальмітату. В організмі синтезується з бета-каротину. Необхідний для зору і росту кісток, здоров'я шкіри і волосся, нормальної роботи імунної системи.
Відкритий у 1909, виділений в 1931 та виготовлений у 1947 р.
Згідно іншого джерела, вітамін відкрили у 1913 році двома незалежними групами вчених (Мак-Коллут — Девіс і Осборн). Перший з відкритих вітамінів, у зв'язку з чим отримав літерне позначення «A» відповідно до алфавітної номенклатури.
У високих дозах чинить тератогенну дію (здатний викликати вроджені дефекти розвитку плоду). Тератогенна дія високих доз ретинолу зберігається деякий час після його відміни.[джерело?]

## Опис
Ретинол є жиророзчинним, тому для його засвоєння харчовим трактом потрібні жири, а також мінеральні речовини. В організмі його запаси залишаються досить довго, щоб не поповнювати їх кожен день. Існує дві форми цього вітаміну: це готовий вітамін А (ретинол) і провітамін А (каротин), який в організмі людини перетворюється на вітамін А, тому його можна вважати рослинною формою вітаміну A. При нестачі вітаміну А на шкірі утворюються тріщини, січеться волосся, шаруються нігті.
Вітамін A має блідо-жовтий колір, який утворюється з червоного рослинного пігменту бета-каротину.
Близькі по структурі сполуки:
- ретинол (вітамін А-спирт, аксерофтол, антиксерофтальмічний);
- дегідроретинол;
- ретиналь (ретинен, вітамін А-альдегід);
- ретиноєва кислота, або рутинол (вітамін А-оцтова кислота);
- просторові ізомери.

## Функції

Структурна формула молекули ретинолу

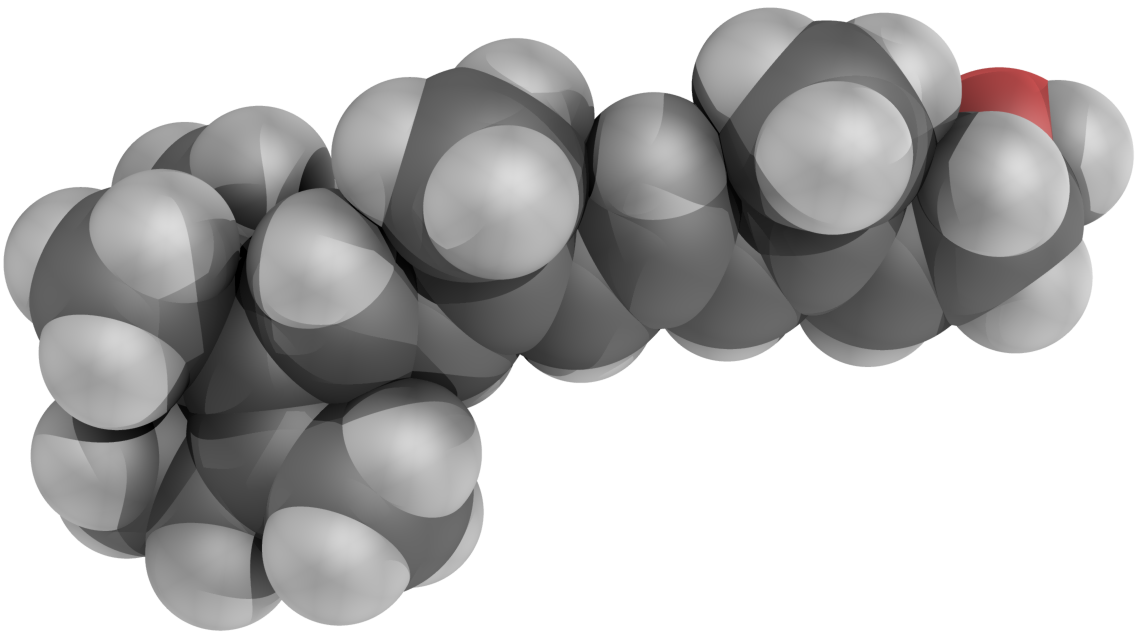
Тривимірна модель молекули ретинолу

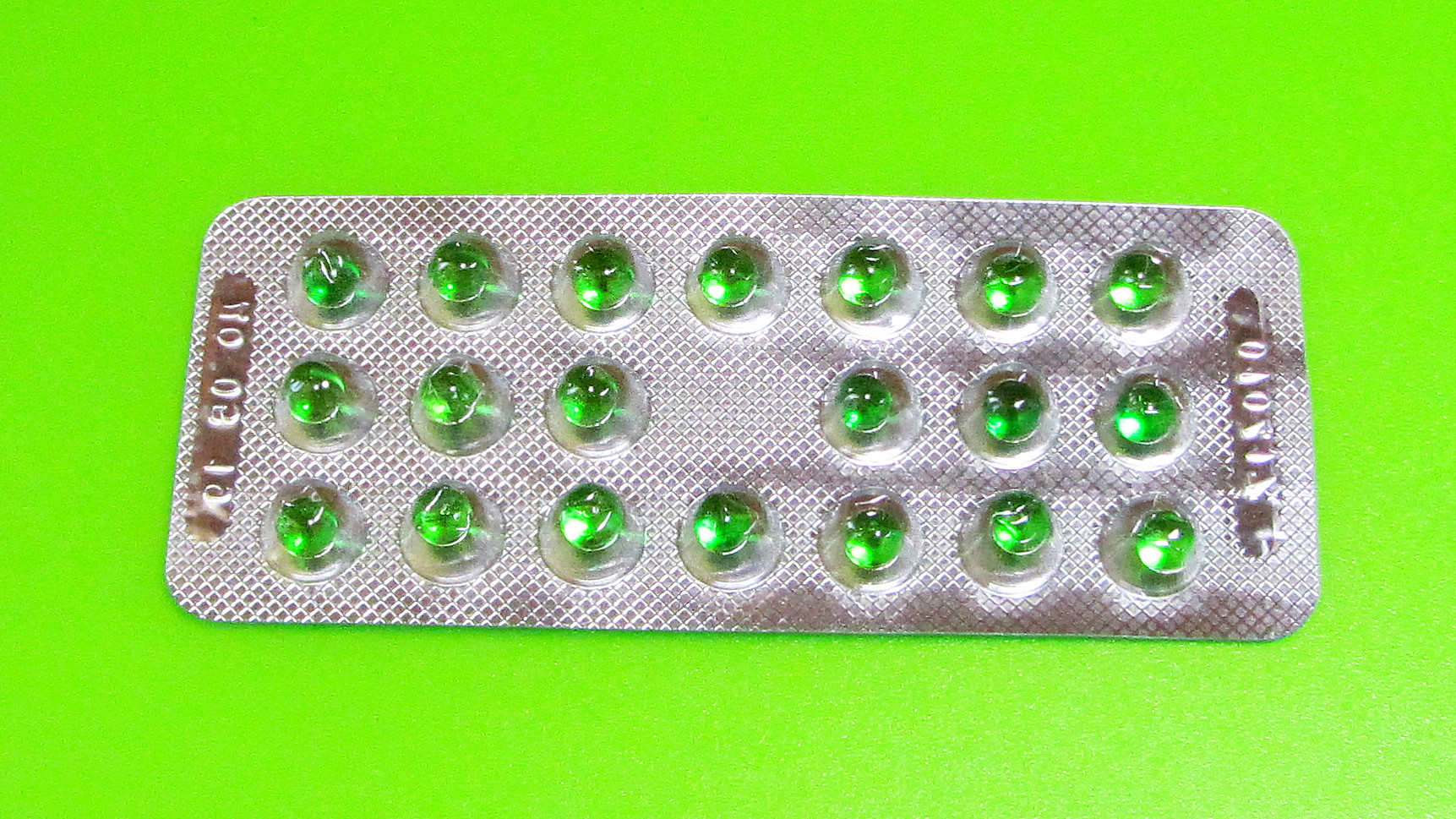
Ретинолу ацетат

## Взаємодії

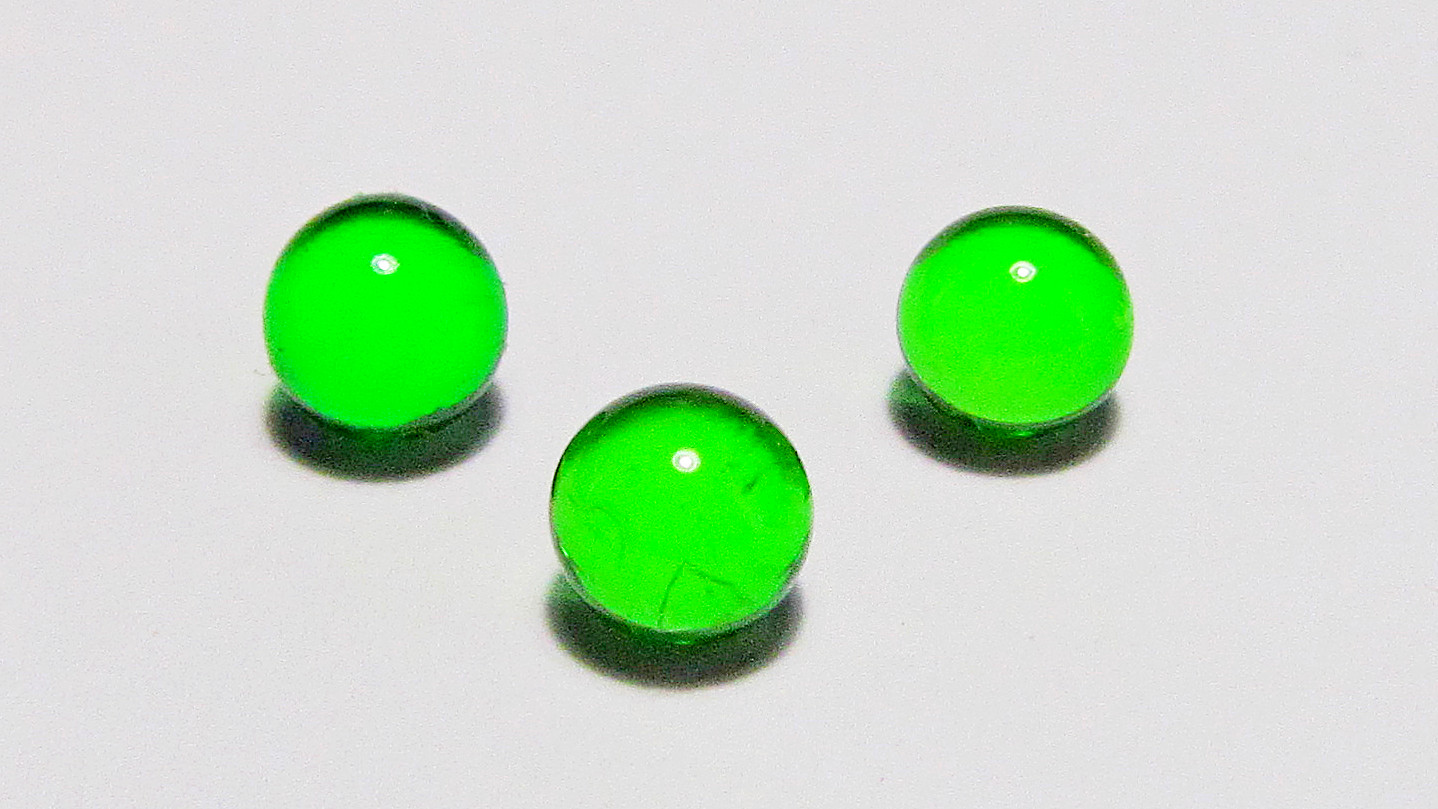
Ретинолу ацетат